# Officine Reatine Lavorazioni Aeronautiche
La Officine Reatine Lavorazioni Aeronautiche, meglio nota con l'acronimo ORLA, è stata un'industria aeronautica italiana con sede a Rieti, attiva tra il 1935 e il 1945.

## Storia

### La concezione

La sede di Porta Conca (precedentemente appartenuta al mobilificio Nicoletti)

Nel maggio 1935 il direttore tecnico della Società Aeroplani Caproni, ingegnere Francesco Mosca, scrisse una lettera all'allora podestà di Rieti Alfredo Jacoboni, per descrivere un progetto atto a impiantare delle officine aeronautiche nella città di Rieti, utilizzando l'ex stabilimento del mobilificio Nicoletti, al fine di usufruire delle agevolazioni relative alla forza motrice, energia elettrica e acqua. Vi erano, però, due ostacoli, la mancanza di un campo d'aviazione e le modeste dimensioni dei capannoni da utilizzate. L'ingegnere Mosca suggeriva al podestà Jacoboni di contattare il generale Mario Stanzani, che aveva partecipato alla trattative che avevano condotto la Macchi a realizzare un aeroporto a Foligno. Una visita alle strutture di Rieti dimostrò che nei capannoni si sarebbe potuto impiantare una linea di realizzazione di pezzi di ricambio destinati agli aerei da caccia della Regia Aeronautica, o per velivoli da turismo.
Secondo Mosca si doveva realizzare un progetto in due parti, dapprima impiantando una linea di produzione per pezzi di ricambio, e dopo un primo aumento degli addetti impiegati nel lavoro, la costruzione di un campo di volo e di nuovi capannoni, trasformando i preesistenti in magazzini, data la loro vicinanza alla ferrovia Terni-L'Aquila. Jacoboni si mise subito al lavoro, concordando con Mosca sul da farsi, ma obiettando che era difficile costruire in breve tempo un campo d'aviazione, e che vi erano già richieste di affittare tali capannoni, suggerendo a sua volta di far partire subito la linea di realizzazione dei pezzi di ricambio.

### L'avvio della produzione
Ricorrendo all'intervento di altre personalità, tra cui il tenente colonnello Mario De Bernardi, il 18 luglio 1935 fu ufficializzata a Milano la costituzione della ORLA (Officine Reatine Lavorazioni Aeronautiche). Nel dicembre dello stesso anno l'ingegnere Gianni Caproni andò, insieme a tecnici e personalità della finanza, in visita a Rieti accolto dalle autorità locali. Nel gennaio 1936 fu avviata la produzione di lanciabombe tipo A.P.I. e serbatoi di benzina in duralluminio per velivoli da ricognizione IMAM Ro.37 Lince. La gestione tecnica dell'azienda era assegnata a Emilio Cipriani, quella amministrativa a Ceccherini, e quella contabile a Carlo Del Piano.
Entro il 1940 la fabbrica arrivò ad occupare circa 500 operai, nonostante il problema sorto nella fornitura dell'energia elettrica a basso costo, che portò ad una durissima presa di posizione del generale Stanzani in qualità di vice presidente dell'ORLA. Stanzani sollecitò per iscritto, dopo mesi di infruttuosi incontri con il collegio arbitrale nominato appositamente nel febbraio 1940, il podestà a risolvere la vertenza sull'attribuzione dei 125 HP già utilizzati dalla ditta Nicoletti, valutando nel contempo il trasferimento della fabbrica in una località più consona alle esigenze industriali esponendo pubblicamente al prefetto Strappolatini l'atteggiamento ostruzionistico dei proprietari degli immobili, la società SARPIL. Le rassicurazioni avute del prefetto e dal presidente della UNES, Fascetti, oltre a quelle della Società Terni, rassicurarono temporaneamente gli amministratori della ORLA, la cui dirigenza acquistò alcuni lotti di terreno nella zona di “Tre strade”, dove era stato costruito il campo di aviazione, e dopo il rilascio da parte del Ministero dell'aeronautica della concessione alla costruzione dei nuovi capannoni, l'ingegnere Mosca avviò un progetto che doveva portare alla costruzione di 8 aerei di media dimensione al mese. Il settore amministrativo doveva rimanere in Viale Ciano, vicino porta Conca, e l'ORLA contemporaneamente ricevette un primo lotto di lavori che dovevano essere eseguiti entro il 1941.
Nel 1942 l'ispezione eseguita presso le officine reatine dal colonnello G.A.R.I. Emanuele Cambilargiu, capo della Direzione costruzioni aeronautiche
di Napoli, ebbe esito positivo e Cambilargiu diede il suo parere favorevole all'assegnazione di altre commesse belliche.
Nel gennaio 1943 neanche il commissario prefettizio riuscì a dipanare l’incognita dei costi di fissi, e il precipitare della situazione bellica si aggiunse agli irrisolti problemi, tantò che la direzione della ORLA valutò seriemante di abbandonare il sito produttivo. Dopo la firma dell'armistizio dell'8 settembre 1943, l'avanzata delle truppe alleati, le pressioni delle autorità tedesche, e la linea politica adottata dal governo della Repubblica Sociale Italiana, portarono alla decisione di smontare i macchinari e trasferirli a Laveno. Nel novembre dello stesso anno l’ORLA rimaneva a Rieti solo con una casella postale e un impiegato amministrativo mentre le questioni economiche erano condotte dal rappresentante della Caproni, signor Carlo Perrone, a Roma.

### I tentativi di riattivazione
Dopo la fine della guerra, nel giugno 1945 i tecnici del Ministro dell’industria commercio e lavoro decisero di riattivare due industrie di Rieti, la Cisa Viscosa e l’ORLA, cercando di acquistare materie prime non appena si riaprissero le importazioni dall'estero e cercando di ottenere commesse dai diversi enti. Tre degli operai reatini che avevano seguito la ditta a Laveno si presentarono al Comitato Provinciale di Liberazione Nazionale, chiedendo se vi fosse la possibilità di una riapertura dell’ORLA. Il parere favorevole del CPLN portò al ritorno a Rieti dell'ingegnere Mosca con due aiutanti, al fine di pagare gli operai, illustrando nel contempo i propri programmi alle autorità politiche, amministrative e sindacali. A causa di vari fattori Mosca non prevedeva di riaprire l'attività nel settore aeronautico, ma di avviare quello della riparazione dei veicoli danneggiati durante il conflitto, di cui circa 30.000 si trovavano in deposito a Jesi, passando poi alla costruzione di macchine per la maglieria.
Perrone avviò contatti con il Comando alleato di Caserta, cui Mosca andò in visita per definire un dettagliato progetto e chiedere lo sgombero dei capannoni reatini utilizzati dal Comando stesso per la Scuola carristi ed altri scopi. Nella Relazione tecnica sull’impostazione dei lavori per la riparazione degli autoveicoli assegnati dal Comando alleato scritta da Mosca nel luglio 1945, si prevedava il ripristino di circa 100 velivoli al mese, dando lavoro a 500 operai. Il progetto di ripresa dell'attività lavorativa non ebbe risultato positivo, tanto che il sindaco Angelo Sacchetti Sassetti ne prese atto. In seguito ai danni subiti dai bombardamenti, l'ORLA diede inizio alla pratiche per la liquidazione dei danni di guerra, la cui collocazione e ripartizione, insieme alla liquidazione dei locali e dei terreni impegnò i funzionari del Tribunale di Rieti fino agli anni sessanta del XX secolo.

Lo stabilimento negli anni Settanta, riconvertito in impianto di autodemolizioni

### Usi successivi dello stabilimento
In seguito al fallimento della ORLA, il sito industriale di Quattro Strade divenne lo stabilimento delle cartiere Nobili, che tuttavia andò distrutto negli anni Settanta da un grande incendio. Nel decennio successivo, l'area fu acquistata dai fratelli Leonello e Mario Grillo, e riconvertita in un grande impianto di autodemolizioni.

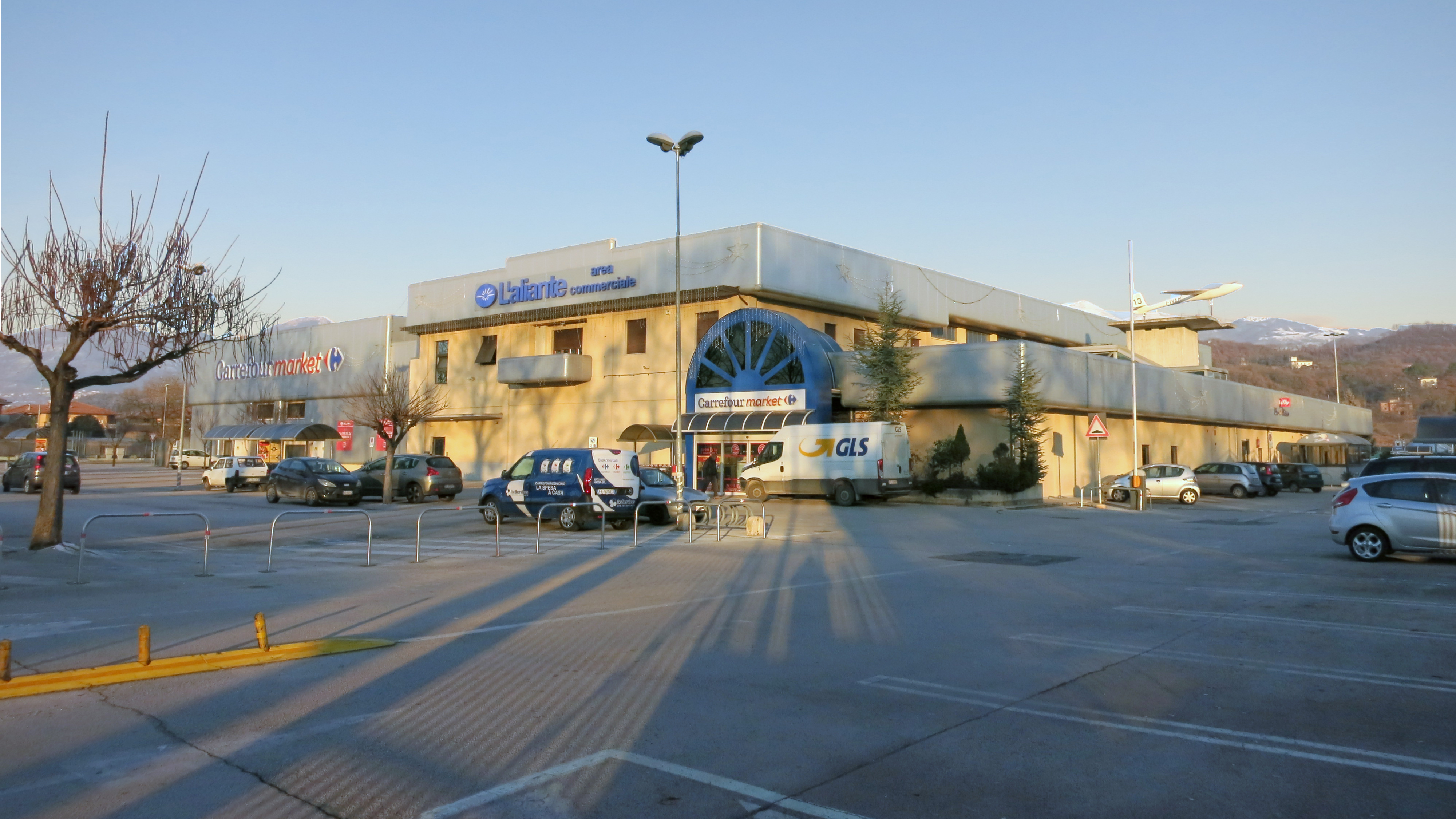
Lo stabilimento come si presenta oggi, dopo la riconversione a centro commerciale

Nei primi anni duemila il sito è stato acquistato dalla GS Supermercati, che lo riqualificò trasformandolo in centro commerciale; il principale esercizio è l'ipermercato della GS, oggi Carrefour. La storia del sito è ricordata dal nome del centro commerciale ("L'Aliante"), dalla presenza di un aliante monumentalizzato sul tetto, e dalle notizie storiche fornite da alcuni pannelli informativi presenti all'interno.

### Annotazioni
1. ↑  Tali capannoni si trovavano fuori porta Conca.
2. ↑  De Bernardi stava lavorando ad un progetto similare, relativo alla costruzione di motori aeronautici a Rieti.
3. ↑  Secondo una lettera spedita da Mosca a Jacoboni, si sperava di avviare in breve tempo la produzione di: gambe di forza, manovre, manoliere, pedaliere, spezzoniere, lanciabombe, torrette dorsali, arrivando ad occupare una forza lavoro di 150 persone, tra aggiustatori, tornitori, fresatori, saldatori e lattonieri.
4. ↑  La SARPIL era succeduta ai Nicoletti, ed aveva avanzato continue richieste di affitto dei locali, oltre a pretese sulla concessione dell'energia elettrica in quanto proprietaria degli edifici.
5. ↑  Si trattava del signor Renato Signorini abitante in via A. M. Ricci.
6. ↑  Il CPLN era composto dal colonnello Zamboni, presidente del CLN di Rieti, dal presidente della Camera di commercio Colarieti, dal direttore dell’Ufficio del lavoro Matteucci, e dal segretario della Camera del Lavoro Moretto.

### Fonti
1. 1 2 3 4 5 6 7 8 9 10 11  Balducci, Filippi, Giovanelli, Ivagnes 2012, p. 7.
2. 1 2  Aeroclub Rieti.
3. 1 2 3 4 5 6 7 8 9 10 11 12 13 14  Balducci, Filippi, Giovanelli, Ivagnes 2012, p. 8.

### Periodici
- Maria Giacinta Balducci, Rita Filippi, Marilena Giovanelli e Liana Ivagnes, Testimonianze d'archivio sulla storia dell'industria a Rieti (PDF), Rieti, Archivio di Stato, 2012. URL consultato il 21 novembre 2018.